# Kemal Ademi
Kemal Ademi (Villingen-Schwenningen, 23. siječnja 1996.) švicarski je nogometaš koji igra na poziciji napadača. Trenutačno igra za Osijek.

## Klupska karijera

### Neuchâtel Xamax
Dana 5. srpnja 2018. Ademi je potpisao svoj prvi profesionalni ugovor sa švicarskim klubom Neuchâtel Xamaxom nakon što je pristao na jednogodišnji ugovor. Nakon mjesec dana debitirao je u porazu od 3:0 protiv Siona nakon što je ušao kao zamjena u 46. minuti umjesto Tunahana Ciceka.

### Basel
Ademi je 15. lipnja 2019. potpisao četverogodišnji ugovor s Baselom. Ademi se pridružio prvoj momčadi Basela za sezonu 2019./20. pod vodstvom glavnog trenera Marcela Kollera. Mjesec dana kasnije, nakon što je igrao u tri probne utakmice, prvi put je bio zamjena Basela u ligaškoj utakmici i to protiv Siona, ali nije igrao. Debitirao je četiri dana kasnije u drugom pretkolu UEFA Lige prvaka 2019./20. protiv nizozemskog PSV Eindhovena na Philips Stadionu 23. srpnja 2019. Ušao je kao zamjena u 89. minuti, zamijenivši Albiana Ajetija. Četiri dana nakon utakmice, 27. srpnja, postigao je prvi pogodak za Basel u domaćoj utakmici na St. Jakob-Parku u porazu 1:2 od St. Gallena.
Ademi je napustio klub u prijelaznom roku iduće sezone. Tijekom svog razdoblja u klubu, Ademi je odigrao ukupno 52 utakmice za Basel postigavši 16 golova.

### Fenerbahçe
Dana 5. listopada 2020., Ademi je potpisao trogodišnji ugovor s Fenerbahçeom i uzeo broj 99. Trinaest dana kasnije, iprvi put je bio zamjena Fenerbahçea u ligaškoj utakmici i to protiv Göztepea. Debi za Fenerbahçe ostvario je sedam dana kasnije u domaćoj pobjedi od 3:1 protiv Trabzonspora nakon što je ušao kao zamjena u 88. minuti umjesto Mbwane Samatte. Mjesec dana nakon debija, Ademi je postigao svoj prvi pogodak za Fenerbahçe u svom četvrtom nastupu za klub u 4:0 domaćoj pobjedi nad Sivas Belediyesporom.

### Fatih Karagümrük (posudba)
Dana 1. veljače 2021. Ademi je posuđen Fatih Karagümrüku do kraja sezone. Dva dana kasnije debitirao je u domaćoj pobjedi 2:0 protiv Gaziantepa.

### Himki
Dana 10. kolovoza 2021. Ademi je potpisao trogodišnji ugovor s Himkijem i uzeo broj 9. Šest dana kasnije debitirao je u porazu od 3:0  protiv Sočija nakon što je ušao kao zamjena u 83. minuti umjesto Denisa Glušakova.
Dana 16. kolovoza 2022. Ademi posuđen je SV Sandhausenu za sezonu 2022./23., nakon što je prethodnu sezonu igrao na posudbi za SC Paderborn.

### Luzern
Dana 30. lipnja 2023. Ademi se vratio u Švicarsku i potpisao dvogodišnji ugovor s Luzernom. Dana 1. srpnja 2024. sporazumno je raskinuo ugovor nakon samo jedne sezone. U 20 utakmica za Luzern zabio je dva gola te je upisao jednu asistenciju.

## Reprezentativna karijera
Ademi je rođen u Villingen-Schwenningenu u Njemačkoj, a odrastao je u Herisauu u Švicarskoj. Roditelji su mu s Kosova. Mogao je igrati za Kosovo, Albaniju i Švicarsku na međunarodnoj razini, kao i za Njemačku gdje je rođen. Dana 25. lipnja 2020. Švicarski nogometni savez objavio je da je FIFA prihvatila Ademijev zahtjev da igra za Švicarsku nakon što je u zemlji živio gotovo četrnaest godina.

## Vanjske poveznice
- Profil, Transfermarkt